# Orphée Ladouceur-Nguyen
Orphée Ladouceur-Nguyen (14 de diciembre de 1986) es una deportista y actriz canadiense que compitió en taekwondo. Ganó una medalla de bronce en el Campeonato Mundial de Taekwondo de 2005, en la categoría de –55 kg.

## Palmarés internacional
| Campeonato Mundial | Campeonato Mundial | Campeonato Mundial | Campeonato Mundial |
| Año                | Lugar              | Medalla            | Categoría          |
| ------------------ | ------------------ | ------------------ | ------------------ |
| 2005               | Madrid (España)    | Medalla de bronce  | –55 kg             |